# Jérôme Jeannet
Jérôme Jeannet (* 26. ledna 1977 Fort-de-France, Martinik) je bývalý francouzský sportovní šermíř afrokaribského původu, který se specializoval na šerm kordem.
Francii reprezentoval v prvních letech nového tisíciletí společně se svým mladším bratrem Fabricem Jeannetem. Na olympijských hrách startoval v roce 2004 a 2008 a s družstvem kordistů dosáhl na zlatou olympijskou medaili. S favorizovaným francouzským družstvem pravidelně dosahoval i na tituly mistra světa a Evropy. Od roku 2005 se pravidelně dostával do finálových kol turnajů mezi jednotlivci. V roce 2007 získal mezi jednotlivci titul mistra Evropy.